# مرافقة الولادة الطبيعية

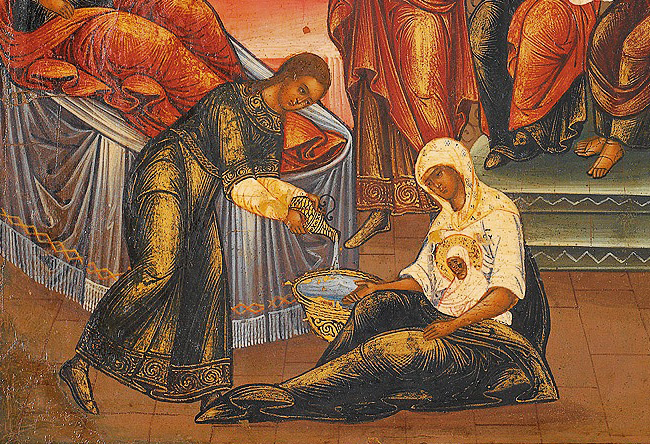

مرافقة الولادة الطبيعية، وتعرف أيضًا باسم القابلة أو الداية، هي امرأة توفر رعاية الحمل والولادة. كما توفر القابلات التقليديات غالبية رعاية الأمومة الأولية في العديد من البلدان النامية، وقد تعمل ضمن مجتمعات محددة في البلدان المتقدمة.
توفر الداية الرعاية الصحية الأساسية والدعم والمشورة خلال وبعد الحمل والولادة، وتستند في المقام الأول إلى الخبرة والمعرفة المكتسبة بشكل غير رسمي من خلال تقاليد وممارسات المجتمعات التي نشأت فيها. إنهم يعملون عادًة في المناطق الريفية والنائية وغيرها من المناطق التي تعاني من نقص الخدمات الطبية.
قد لا تتلقى القابلات التعليم والتدريب الرسمي في توفير الرعاية الصحية،  ولا توجد أي متطلبات مهنية محددة مثل الشهادة أو الترخيص، قد تكون هناك ولاّدة تقليدية متعلمة وقد اختارت عدم التسجيل في الترخيص المهني. غالبًا ما تتعلمن تجارتهن من خلال التلمذة الصناعية أو يتم تدريسهن ذاتيًا في العديد من المجتمعات.
إن إحدى معايير القبول لدى العملاء كمحترفين هي الخبرة كأم، العديد من الدايات أيضًا من المعالجين بالأعشاب أو غيرهم من المعالجين التقليديين. وقد تكون القابلة مدمجة أو لا في نظام الرعاية الصحية الرسمي.
وتعمل القابلات أحيانًا كجسر بين المجتمع والنظام الصحي الرسمي، وقد يرافن النساء إلى المرافق الصحية من أجل الولادة.

## التدريب والتركيز في العمل
وكثيرًا ما تكون القابلات من النساء الأكبر سنًا، اللواتي يحظين بالاحترام في مجتمعاتهن. ويعتبرن أنفسهن من ممارسي الرعاية الصحية الخاصة الذين يستجيبون لطلبات الخدمة، يركز عملهن على مساعدة النساء أثناء الولادة وعلى الفور بعد الولادة، وكثيرا ما تشمل مساعدتهن الأعمال المنزلية.
قد لا يكون للقابلات أي تدريب رسمي حول كيفية تحضير النساء الحوامل. والعديد منهن من ذوات الخبرة العالية في رعاية المرأة بشكل جيد بما في ذلك كيفية التعرف والاستجابة بشكل مناسب لمضاعفات الحمل، إنها مسألة مناقشة ما إذا كان نقص التعليم لدى بعض القابلات والطريقة التي تحضرن بها العديد من الولادات خطرًا على الأمهات وأطفالهن. ويتطلب تقييم تأثير هؤلاء الممارسين التقليديين على النتائج الصحية مراعاة العوامل الإضافية مثل الفقر أو توافر الخدمات الصحية أو الدعم المؤسسي.
من المسلم به بشكل متزايد أن القابلة قد يكون لها دورًا في تحسين النتائج الصحية في البلدان النامية بسبب وصولها إلى المجتمعات المحلية والعلاقات التي تتقاسمها مع النساء في المجتمعات المحلية، وخاصة إذا كانت المرأة غير قادرة على الوصول إلى الرعاية الماهرة. بدأت بعض البلدان ومعاهد التدريب والوكالات غير الحكومية ببذل الجهود لتدريب القابلات على الرعاية التوليدية الأساسية وفي حالات الطوارئ، وتنظيم الأسرة، وغيرها من المواضيع المتعلقة بصحة الأم، من أجل تعزيز الروابط بين خدمات الرعاية الصحية الحديثة والمجتمع، وتحسين فرص الحصول على نتائج صحية أفضل بين الأمهات والرضع.
هناك بعض النتائج التي يمكن أن تؤدي إليها التدخلات الهادفة لتدريب القابلات على خفض معدل وفيات الفترة المحيطة بالولادة. ومع ذلك، هناك القليل من الأدلة على فعالية هذه البرامج على نطاق واسع، حيث إنها نادرًا ما تُدمج في إطار إستراتيجية عامة لتحسين رعاية الأم والطفل.

## الاندماج في أنظمة الرعاية الصحية في البلدان النامية
من الناحية التاريخية، تم تشغيل الولّادات التقليديات خارج الهيكل الرسمي لتقديم الرعاية الصحية. وقد استخدم التدريب الولادي كوسيلة لتوسيع نطاق الخدمات الصحية للمجتمعات المحرومة في البلدان النامية على أمل تقليل الوفيات والحالات مرضية. في حين أن التركيز في العقدين الماضيين كان على تدريب الدايات، فقد أظهرت الدراسات حول تأثير التدريب نتائج متضاربة في نتائج الأمهات مع العديد من الدراسات التي تظهر القليل أو لا تأثير على النتائج العالية للوفيات النفاسية. ونتيجة لذلك، كان هناك تحول نحو القابلات الماهرات القادرين على تجنب وإدارة المضاعفات.
لا ينبغي إغفال دور القابلات  في المجتمع، هن أعضاء تحظين باحترام كبير وأصول مثبتة في معالجة النتائج السيئة للأمهات. لم تنجح الدايات في التعامل مع مضاعفات الولادة، ولكنها ساهمت في التدخلات الناجحة في صحة الأم، والوليد، والطفل؛ وذلك على الرغم من عدم وجود أدلة كافية على أن تدريب الدايات يحسن معدل وفيات المواليد.
إن الجزء الأساسي المفقود في تدريب القابلات هو نظام إحالة ملائم، الذي يسمح للدايات باستخدام علاقاتهن الوثيقة مع المجتمع لربط الحوامل بالمولدات الماهرات.
تعتمد فعالية إحالة القابلات إلى المرافق الصحية على قدرة نظام الرعاية الصحية على دعم زيادة الخدمات المقدمة والإشراف اللازم لدعم تكامل الولّادات التقليديات.
تم تحديد خمس آليات لتكامل النظام الولادي: التدريب والإشراف على القابلات،  ومهارات التعاون للعاملين في مجال الصحة، وإدراج الدايات في الأنشطة القائمة على المرافق،  ونظم للتواصل بين الدايات ومهارات النظام التوليدي، وتحديد الأدوار للدايات ومهارات النظم التوليدية.
في حين أن هذه الآليات مهمة، إلا أن الأنشطة التكميلية أثرت أيضًا على نجاح احالة وتكامل القابلات: الاختيار الدقيق القابلات؛ المشاركة المجتمعية،  تطوير النظام الصحي والتغيرات في القدرة على تحمل التكاليف. يجب أن تزود القابلات بالمعرفة المناسبة، وسهولة الوصول إلى العاملين الصحيين، والجودة والإشراف المنتظم، جميع المكونات الثلاثة تمكن التدريب لتصبح أداة لتكامل الولّادات  في نظام الرعاية الصحية. يسمح تدريب الإحالة للقابلات بالقيام بدورالوسطاء بين المجتمع ونظام الرعاية الصحية الرسمي. والتدريب الذي يدعو إلى التعاون والمشاركة المنتظمة في واجبات العيادة يزيد من عدد الإحالات ويحسن التواصل.
استراتيجيات وتدخلات منظمة الصحة العالمية للإحالة إلى التوليد:
·     احالة الموارد على نحو كافٍ.
·     نظم الاتصالات والردود.
·     النقل المعين.
·     بروتوكولات لتحديد التعقيدات الخاصة بالاعداد.
·     تدريب الموظفين على استخدام هذه البروتوكولات.
·     العمل الجماعي بين مستويات الإحالة.
·     نظام سجلات موحد.
·     أليات لضمان عدم تجاوز المرضى للمستويات.